# Henri Boffin
Pour les articles homonymes, voir Boffin.
Henri M. J. Boffin est un astronome belge travaillant actuellement pour l’Observatoire européen austral (ESO). Il a découvert 11 astéroïdes entre 1999 et 2001, dont certains en collaboration avec Thierry Pauwels. Cela fait de lui un membre du Top 500 des découvreurs d’astéroïdes. L’astéroïde (37392) Yukiniall, découvert en 2001, porte le nom de ses enfants (Yuki et Niall, noms d'origine japonaise et celte respectivement). 
Henri Boffin a obtenu son doctorat à l’Université libre de Bruxelles en 1993. Sa thèse portait sur l’explication de la formation des étoiles à baryum et il a depuis continué à travailler sur de nombreux problèmes concernant les étoiles binaires. Plus récemment, il s’est consacré à l’étude des étoiles binaires au centre des nébuleuses planétaires, découvrant entre autres l’étoile binaire centrale de Fleming 1 et à l’utilisation de l’interférométrie optique pour étudier les transferts de masse. 
Henri Boffin est aussi très actif dans le domaine de la communication scientifique : il a notamment été membre du comité organisateur de l’activité européenne sur le passage de Vénus en 2004 et coordinateur du projet Gigagalaxy Zoom durant l’année internationale de l’astronomie en 2009. Il a aussi été interviewé sur son travail par de nombreux journaux et magazines.
| Astéroïdes découverts : 11 | Astéroïdes découverts : 11 |
| -------------------------- | -------------------------- |
| (37392) Yukiniall          | 10 décembre 2001           |
| (55543) Nemeghaire         | 8 décembre 2001            |
| (91604) Clausmadsen        | 14 octobre 1999            |
| (94884) Takuya             | 14 décembre 2001           |
| (125547) 2001 XJ3          | 8 décembre 2001            |
| (125688) 2001 XT88         | 13 décembre 2001           |
| (125719) 2001 XQ105        | 14 décembre 2001           |
| (200766) 2001 XY4          | 8 décembre 2001            |
| (213424) 2001 XS88         | 13 décembre 2001           |
| (258372) 2001 XH3          | 8 décembre 2001            |
| (413126) 2001 XU88         | 14 décembre 2001           |